# جيمس د. تومسون
جيمس د. تومسون (بالإنجليزية: James D. Thompson)‏ هو عالم اجتماع أمريكي، ولد في 11 يناير 1920، وتوفي في 1 سبتمبر 1973 بسبب سرطان.

## وصلات خارجية
- جيمس د. تومسون على موقع الموسوعة البريطانية (الإنجليزية)